# 5 رمضان
- السبت
- الأحد
- الاثنين
- الثلاثاء
- الأربعاء
- الخميس
- الجمعة

- 11 مارس 2025
- 22 مارس 2025
- 33 مارس 2025
- 44 مارس 2025
- 55 مارس 2025
- 66 مارس 2025
- 77 مارس 2025
- 88 مارس 2025
- 99 مارس 2025
- 1010 مارس 2025
- 1111 مارس 2025
- 1212 مارس 2025
- 1313 مارس 2025
- 1414 مارس 2025
- 1515 مارس 2025
- 1616 مارس 2025
- 1717 مارس 2025
- 1818 مارس 2025
- 1919 مارس 2025
- 2020 مارس 2025
- 2121 مارس 2025
- 2222 مارس 2025
- 2323 مارس 2025
- 2424 مارس 2025
- 2525 مارس 2025
- 2626 مارس 2025
- 2727 مارس 2025
- 2828 مارس 2025
- 2929 مارس 2025
- 130 مارس 2025
- 231 مارس 2025
- 31 أبريل 2025
- 42 أبريل 2025
- 53 أبريل 2025
- 64 أبريل 2025

5 رمضان أو 5 رمضان المُبارك أو يوم 5 \ 9 (اليوم الخامس من الشهر التاسع) هو اليوم الحادي والأربعون بعد المائتين (241) من أيَّام السنة (أو الثاني والأربعون بعد المائتين لو كان شهر شعبان مُتممًا لليوم الثلاثين أو الثالث والأربعون بعد المائتين لو أتم كلاً من صفر وربيع الآخر وجمادى الآخرة وشعبان ثلاثين يوماً) وفق التقويم الهجري القمري (العربي). يبقى بعده 113 أو 114 يومًا لانتهاء السنة.

## أحداث
- 201 هـ - الخليفة العباسي عبد الله المأمون بن هارون الرشيد يبايع علي بن موسى الرضا بالإمامة العلوية.
- 1073 هـ - الدولة العثمانية تعلن الحربَ على الإمبراطورية الرومانية المقدسة بعد 56 عاماً من معاهدة سيتفاتوروك التي أوقفت الحرب السابقة بينهم، وكان سبب الحرب هذه المرة هو بناء الألمان قلعة حصينة على الحدود مع الدولة العثمانية.
- 1336 هـ - الجيش العثماني يحتل مدينة تبريز الإيرانية أثناء الحرب العالمية الأولى.
- 1342 هـ - وقوع معركة بئر الغبي بين المجاهدين الليبيين والقوات الإيطالية.
- 1367 هـ - وقوع مجزرة اللد، حيث قامت وحدة كوماندوز صهيونية بقيادة «موشيه ديان» بارتكاب مجزرة في مدينة الّلد بفلسطين، حيث اقتحمت المدينة وقت المساء تحت وابل من القذائف المدفعية. وكانت عملية «داني» -الاسم الرمزي الموحي بالبراءة- للهجوم على مدينتي اللد والرملة الواقعتين في منتصف الطريق بين يافا والقدس.
- 1373 هـ - حركة الفلاقة التونسية المقاومة تكثف عمليات مقاومتها للفرنسيين بعد هزيمة فرنسا في الهند الصينية.
- 1382 هـ - أمير الكويت الشيخ عبد الله السالم الصباح يفتتح أول برلمان كويتي منتخب باسم مجلس الأمة.
- 1384 هـ - المغرب يعين مولاي حسن بن إدريس العلوي وزيرًا للشئون الموريتانية والصحراء الغربية.
- 1396 هـ - أمير الكويت الشيخ صباح السالم الصباح يصدر أمرًا أميريًا بحل مجلس الأمة.
- 1414 هـ - زلزال في جنوب سومطرة بإندونيسيا بقوة 7.0 على مقياس ريختر قتل فيه 207 شخص وأصيب أكثر من 2000 وشرد حوالي 75000 وأدى إلى انهيارات أرضية وطينية وحرائق في مقاطعة لامبونغ.
- 1435 هـ - مستوطنون إسرائيليون يخطفون ويقتلون الطفل محمد أبو خضير من حي شعفاط بالقدس.

## مواليد
- 113 هـ - عبد الرحمن الداخل، مؤسس الدولة الأموية في الأندلس.
- 1327 هـ - غلام علي رعدي آذرخشي، شاعر وحقوقي وأكاديمي إيراني.
- 1361 هـ - محمد رشيد قباني، مفتي الجمهورية اللبنانية.
- 1363 هـ - محسن زايد، كاتب مصري.
- 1365 هـ - محمد العربي، ممثل مصري.
- 1369 هـ - نوري المالكي، رئيس وزراء العراق.
- 1370 هـ - محمد الصقر، سياسي وإعلامي كويتي.
- 1385 هـ -
  - سلمان خان، ممثل هندي.
  - مروان عادل حمزة، شاعر عراقي.
- 1406 هـ - زارا البلوشي، ممثلة عُمانية تعمل في السعودية.

## وفيات
- 1265 هـ - محمد بن علي النكنافي، الصدر الأعظم بالمغرب الأقصى في عهد السلطان مولاي عبدالرحمن بن هشام.
- 1310 هـ - حسن بن رضوان الخالدي، صوفي وشاعر مصري.
- 1340 هـ - راشد بن عبد اللطيف آل الشيخ مبارك، فقيه مالكي ومدرّس ديني سعودي.
- 1407 هـ - داليدا، مغنيه فرنسية من أصل مصري إيطالي.
- 1415 هـ - عبد الله الحاتم، أديب كويتي.
- 1417 هـ - مديحة كامل، ممثلة مصرية.
- 1428 هـ - مرتضى العسكري، علَّامة ومحدث شيعي اثنا عشري.
- 1431 هـ -
  - غازي عبد الرحمن القصيبي، شاعر وأديب وسفير دبلوماسي ووزير سعودي.
  - أحمد السقاف، أديب وشاعر كويتي.
- 1442 هـ - مصطفى مسلم عالم مسلم سوري متخصص في التفسير.

## وصلات خارجية
- موقع قصة الإسلام: حدث في شهر رمضان.